# Manoir du Mesnil-Vitey
Le manoir du Mesnil-Vitey est une ancienne demeure fortifiée, de la fin du XVe siècle, qui se dresse sur le territoire de la commune française d'Airel, dans le département de la Manche, en région Normandie. L'édifice est partiellement inscrit au titre des monuments historiques.

## Localisation
Le manoir du Mesnil-Vitey est situé, sur les bords de la vieille Vire, à 400 mètres au sud-ouest de l'église Saint-George, sur le territoire d'Airel, dans le département français de la Manche. Il protégeait le pont Saint-Louis sur la Vieille Vire.

## Historique
La maison-forte, connue sous le nom de Mesnilvité,, est bâtie par Lucas Acher à la fin du XVe siècle.
D'après la recherche de noblesse de Roissy, en 1598, le domaine est la possession d'Henri Acher, fils de Jean, seigneur du Mesnilvité.
En 1613, Jean Acher, seigneur du Mesnil-Vitey obtint de Louis XIII la concession d'un marché le samedi et de deux foires annuelles en avril et octobre. Celle du printemps, dite foire du Bourgais, perdure sous la forme d'un vide grenier. Jean, dernier Acher du Mesnilvité, n'eut que deux filles. La cadette, Claude Acher, épousa Jean Regnault de Segrais, l'aînée, Lucrèce Acher, qui hérita de sa soeur, donna ses biens à son époux le président au présidial de Caen, Jean-Claude de Croisilles, qui mourut sans enfants. Ce sont les sœurs de celui-ci qui héritèrent.
Lors des troubles révolutionnaire on détruisit deux tours couronnées par des plates-formes crénelées ainsi que toutes les armoiries.
Au XXe siècle, le manoir est la propriété de l'homme politique Jean Michel Guérin du Boscq de Beaumont.

## Description
Une enceinte quadrangulaire entourée de douves détruite à la Révolution, dont il subsiste des vestiges de mur crénelé, abrite un logis en équerre. Une tourelle polygonale à usage d'escalier en occupe l'angle intérieur.
Au-dessus de la porte d'entrée, on trouve les armoiries de Lucas Acher : « d'azur à la fasce d'argent, accompagnée de trois écus d'or, deux en tête, un en pointe ».

## Protection
Les façades, les toitures, les vestiges du mur d'enceinte sont inscrits au titre des monuments historiques par arrêté du 22 novembre 1949.

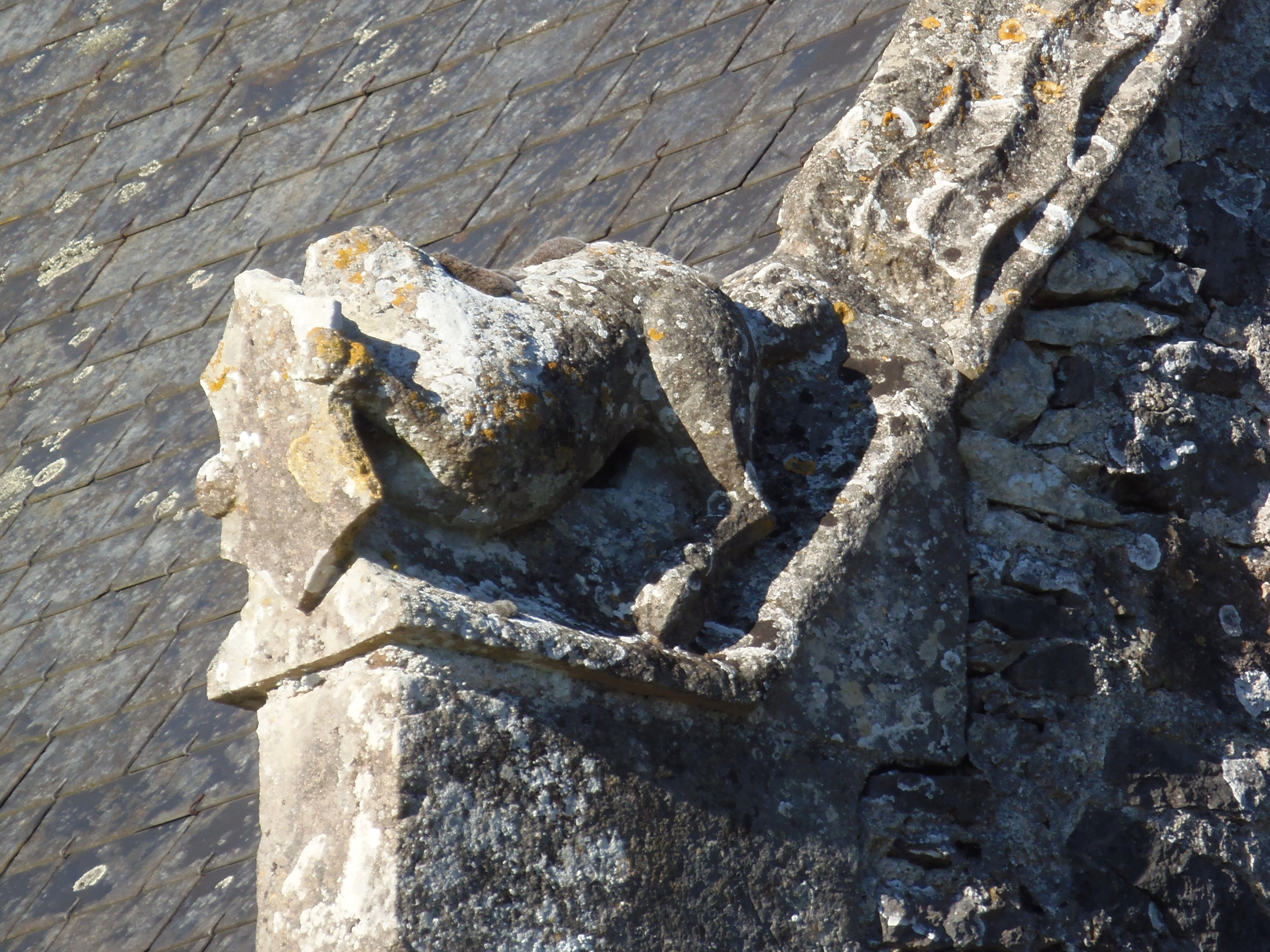
Chimère sur le toit du manoir.